# José María Cirarda
José María Cirarda Lachiondo (Baquio, Vizcaya, 23 de mayo de 1917 - Vitoria, 17 de septiembre de 2008) fue un obispo de la Iglesia católica.

## Biografía
Nació en Baquio (Vizcaya, España), y fue ordenado sacerdote el 5 de julio de 1942. En la diócesis de Vitoria fue profesor de Teología Dogmática en el seminario y director de cursillos de cristiandad.

## Obispados
El 9 de abril de 1960 fue nombrado obispo titular de Drusiliana y auxiliar del cardenal Bueno Monreal en Sevilla, con residencia en Jerez de la Frontera. Recibió la ordenación episcopal el 29 de junio de ese mismo año. Durante el Concilio Vaticano II le fue encomendada la tarea de servir de enlace con los periodistas españoles. 
El 22 de julio de 1968 fue nombrado obispo de Santander. Desde el 20 de noviembre de 1968 fue simultáneamente administrador apostólico de Bilbao. El 3 de julio de 1971 fue trasladado a la diócesis de Córdoba. 
El 31 de diciembre de 1978 fue nombrado arzobispo de Pamplona (desde 1984 de Pamplona y Tudela), sede en la que permaneció hasta que el 26 de marzo de 1993 le fue admitida la renuncia por razones de edad. 
Falleció en Vitoria el 17 de septiembre de 2008.
| Predecesor: Vicente Puchol Montis                      | Obispo de Santander 1968 - 1971                                 | Sucesor: Juan Antonio del Val Gallo    |
| Predecesor: Manuel Fernández-Conde García del Rebollar | Obispo de Córdoba 1971 - 1978                                   | Sucesor: José Antonio Infantes Florido |
| Predecesor: José María Bueno Monreal                   | Vicepresidente de la Conferencia Episcopal Española 1978 - 1981 | Sucesor: José Delicado Baeza           |
| Predecesor: José Méndez Asensio                        | Arzobispo de Pamplona 1978 - 1993                               | Sucesor: Fernando Sebastián Aguilar    |